# RK Ivančica Ivanec
RK Ivančica je hrvatski rukometni klub iz Ivanca. 
Dao je hrvatske mlade reprezentativce, vratar Alena Grda, Matiju Kušena, Marka Težaka, Juricu Vidačka.
Ivančica je dala trojicu igrača koji su otišli u Varteks, Alena Grda, Marka Gotala i Vedrana Huđa.

## Priznanja
2008./09. pobijedili su u 2. HRL Sjever i izborili plasman u 1. Dukat hrvatskoj rukometnoj ligi sezone 2009./2010.
Na svjetskom prvenstvu 2009. Ivančica je dala trojicu igrača u hrvatskoj reprezentaciji koja je postala svjetski prvak: srednjeg vanjskog Vedrana Huđa koji je izabran
u najbolju sedmoricu SP-a, vratara Alena Grda koji je u poluzavršnici i završnici dao veliki udio u osvajanju zlata te izbornika Vladimira Canjugu.
Za 2010. godinu za najboljeg športaša Grada Ivanca izabran je vratar RK Ivančica Ivanec Aleksandar Mateša, seniori RK Ivančica Ivanec najboljom muškom ekipom, Denis Čibarić i Mario Hrg diplome kao mladi perspektivni športaši, zlatnu plaketu dobio je Stjepan Lančić, godišnju nagradu Dragutin Darabuš. U rangiranju športskih ustanova, RK Ivančica je rangirana u prvu kvalitetnu skupinu u Ivancu.
2016. je godina bila uspješna za RK Ivančicu. Rukometni klub Ivančica, koji je 2015./2016. izborio plasman u Prvu hrvatsku rukometnu ligu, proglašen je za tu godinu u Ivancu za najbolju mušku ekipu, igrač RK Ivančice Zoran Vidoni za najboljeg mladog športaša,  posebnu nagradu dobio je Luka Lančić, godišnju nagradu dobio je Matija Harjač, diplome Nenad Huđ, mladim perspektivnim športašem proglašen je igrač Miha Krtanjek.

## Vanjske poveznice
- Facebook
- Poslovna